# Шире ан Монтреј
Шире ан Монтреј (фр. Chiré-en-Montreuil) насеље је и општина у западној Француској у региону Поату-Шарант, у департману Вијена која припада префектури Поатје.
По подацима из 2011. године у општини је живело 877 становника, а густина насељености је износила 40,96 становника/km². Општина се простире на површини од 21,41 km². Налази се на средњој надморској висини од 136 метара (максималној 159 m, а минималној 107 m).

## Демографија
| 1962. | 1968. | 1975. | 1982. | 1990. | 1999. | 2011. |
| ----- | ----- | ----- | ----- | ----- | ----- | ----- |
| 554   | 581   | 554   | 578   | 656   | 804   | 877   |

График промене броја становника у току последњих година